# Screwball comedy

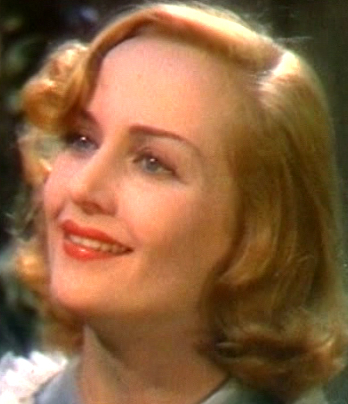
Carole Lombard in Nulla sul serio (1937)

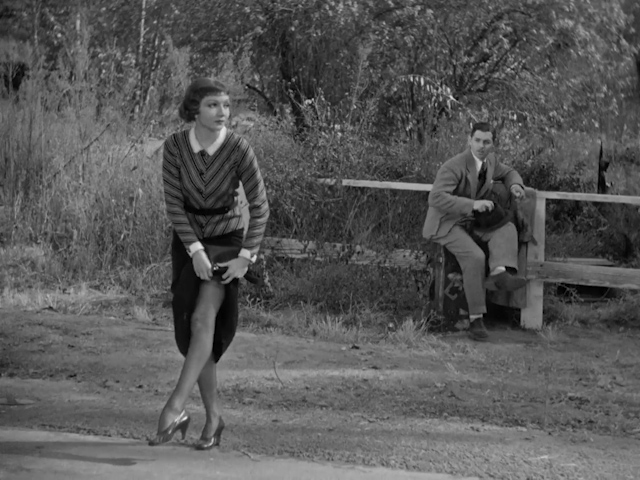
Claudette Colbert e Clark Gable in Accadde una notte (1934)

Il termine inglese screwball comedy (letteralmente commedia svitata o commedia ad effetto) si riferisce alla commedia cinematografica statunitense degli anni trenta e primi anni quaranta.

## Etimologia del nome
Il nome deriva dall'espressione del baseball "palla girata a vite", palla a effetto, quindi irregolare, imprevedibile. Ma nell'inglese britannico di qualche decennio prima screwy era anche un modo ironico per definire chi avesse l'abitudine di alzare il gomito.

## Periodo storico
Convenzionalmente si considera come inizio il 1934 e i film Accadde una notte di Frank Capra e Ventesimo secolo di Howard Hawks, un momento che segue due importanti eventi, uno politico-sociale, il New Deal di Franklin D. Roosevelt, uno più prettamente cinematografico, l'applicazione del Codice Hays.
La fine è più sfumata. Duane Byrge e Robert Milton Miller, autori di The Screwball Comedy Films. A History and Filmography 1934-1942, indicano un film del 1942, Ritrovarsi di Preston Sturges, quale ultimo esempio di questo sottogenere, ma sembrano rientrarvi perfettamente, oltre a film immediatamente successivi come Molta brigata vita beata (1943) di George Stevens, anche alcuni film successivi, come Infedelmente tua (1948), sempre di Preston Sturges, e Howard Hawks in particolare continua ad esplorare il genere ben oltre il tempo canonico, in Ero uno sposo di guerra (1949), Il magnifico scherzo (1952) o addirittura Lo sport preferito dall'uomo (1964).
In ogni caso è plausibile scegliere gli anni dell'impegno bellico degli Stati Uniti come periodo di cambiamento e transizione verso un clima diverso, più desideroso di rassicurazione e stabilità familiare piuttosto che di eccentricità ed imprevedibilità. Ma non è escluso che, oltre all'entrata in guerra, abbia inciso l'usura di un genere così fortunatamente praticato per quasi un decennio.

## Caratteristiche
La screwball comedy è una commedia di situazione, a metà tra la sophisticated comedy (o high comedy) e la farsa, con elementi di slapstick, abitualmente incentrata sulla "guerra dei sessi", sull'incontro/scontro fra personaggi inizialmente antagonisti, spesso di classi sociali differenti, che inevitabilmente finiscono per innamorarsi, dopo essere passati attraverso una serie di eventi spesso bizzarri e paradossali (talvolta con scambi di persona e travestimenti). In alcuni casi si tratta di storie di "rimatrimonio", ossia di coppie sposate che si dividono e si ritrovano.
È caratterizzata da dialoghi dal ritmo incalzante e dall'umorismo raffinato, che soprattutto raggiungono il massimo grado dell'arte dell'allusione, per rispettare il codice di autoregolamentazione sopra citato. In questo senso, una celebre definizione delle commedie di questo periodo è quella di Andrew Sarris: sex comedies without the sex. Enrico Giacovelli le ha invece definite, in modo appropriato, "commedie del desiderio".
Da un punto di vista formale, sembrano voler rendere, attraverso il superamento dell'organizzazione classica del linguaggio cinematografico, il caos della realtà e lo spirito dei tempi. Rispetto alla commedia romantica tradizionale, la screwball comedy ha storie più imprevedibili e personaggi eccentrici, anarchici, sul filo di un'innocua follia, inoltre presenta aspetti di satira sociale ed una maggiore modernità e disinvoltura riguardo ai costumi sociali. Contigua e in parte sovrapponibile con la commedia sofisticata, dall'ambientazione aristocratica e dal passo indolente e svagato, rispetto a questa mette in scena il confronto tra classi diverse, con positivi esempi di mobilità sociale, nello spirito ottimista del New Deal, e ha un ritmo addirittura frenetico.

## Registi
- Frank Capra
- George Cukor
- Tay Garnett
- Howard Hawks
- Garson Kanin
- Gregory La Cava
- Mitchell Leisen
- Ernst Lubitsch
- Leo McCarey
- Preston Sturges
- William A. Wellman

## Interpreti
- Jean Arthur
- Ralph Bellamy
- Gary Cooper
- Jean Harlow
- Rosalind Russell
- Claudette Colbert
- Melvyn Douglas
- Irene Dunne
- Clark Gable
- Cary Grant
- Katharine Hepburn
- Carole Lombard
- Myrna Loy
- William Powell
- Barbara Stanwyck
- James Stewart

## Filmografia
Alcune screwball commedy.
- 1931

The Front Page, regia di Lewis Milestone
- 1932

Mancia competente, regia di Ernst Lubitsch
Se avessi un milione, diretto da vari registi: Ernst Lubitsch, Norman Taurog, Stephen Roberts, Norman Z. McLeod, James Cruze, William A. Seiter, H. Bruce Humberstone
- 1934

Accadde una notte, regia di Frank Capra
Ventesimo secolo, regia di Howard Hawks
- 1935

I milioni della manicure, regia di Mitchell Leisen
Primo amore, regia di George Stevens
- 1936

La donna del giorno, regia di Jack Conway
L'adorabile nemica, regia di Richard Boleslawski
È arrivata la felicità, regia di Frank Capra
L'impareggiabile Godfrey, regia di Gregory La Cava
La provinciale, regia di William A. Wellman
- 1937

L'amore è novità, regia di Tay Garnett
Che bella vita, regia di Mitchell Leisen
Incontro a Parigi, regia di Wesley Ruggles
Nulla sul serio, regia di William A. Wellman
L'orribile verità, regia di Leo McCarey
- 1938

L'eterna illusione, regia di Frank Capra
Incantesimo, regia di George Cukor
L'ottava moglie di Barbablù, regia di Ernst Lubitsch
La signora di mezzanotte, regia di Mitchell Leisen
Susanna!, regia di Howard Hawks
- 1939

La ragazza della 5ª strada, regia di Gregory La Cava
Situazione imbarazzante, regia di Garson Kanin
- 1940

Le mie due mogli, regia di Garson Kanin
La signora del venerdì, regia di Howard Hawks
Scandalo a Filadelfia, regia di George Cukor
- 1941

Lady Eva, regia di Preston Sturges
Quell'incerto sentimento, regia di Ernst Lubitsch
Il signore e la signora Smith, regia di Alfred Hitchcock
- 1942

Colpo di fulmine, regia di Howard Hawks
Frutto proibito, regia di Billy Wilder
Ritrovarsi, regia di Preston Sturges
Le stranezze di Jane Palmer, regia di Gregory La Cava
Vogliamo vivere!, regia di Ernst Lubitsch

## Lascrewballnel cinema successivo
In seguito al periodo canonico per il quale si può propriamente parlare di screwball comedy, e agli episodici epigoni citati, nella commedia hollywoodiana sono continuati ad apparire elementi riconducibili a questo sottogenere, a partire dalla "commedia perfetta" A qualcuno piace caldo (1959) di Billy Wilder, passando per l'omaggio cinefilo Ma papà ti manda sola? (1972) di Peter Bogdanovich, fino alle rivisitazioni postmoderne dei fratelli Coen di Mister Hula Hoop (1994) e Prima ti sposo poi ti rovino (2003) e alla commedia demenziale dei fratelli Farrelly di Tutti pazzi per Mary (1998).

## Filmografia dellescrewball comedynel cinema successivo
- 1949

Ero uno sposo di guerra, regia di Howard Hawks
- 1951

La madre dello sposo, regia di Mitchell Leisen
- 1952

Il magnifico scherzo, regia di Howard Hawks
- 1953

Come sposare un milionario, regia di Jean Negulesco
- 1955

Quando la moglie è in vacanza, regia di Billy Wilder
- 1958

Una strega in paradiso, regia di Richard Quine
- 1959

Il letto racconta, regia di Richard Quine
A qualcuno piace caldo, regia di Billy Wilder
- 1960

L'erba del vicino è sempre più verde, regia di Stanley Donen
- 1961

Uno, due, tre!, regia di Billy Wilder
- 1964

Lo sport preferito dall'uomo, regia di Howard Hawks
- 1966

Dolci vizi al foro, regia di Richard Lester
- 1972

Ma papà ti manda sola?, regia di Peter Bogdanovich
- 1974

Ma chi te l'ha fatto fare?, regia di Peter Yates
Prima pagina, regia di Billy Wilder
- 1987

Arizona Junior, regia dei Fratelli Coen
- 1994

Mister Hula Hoop, regia dei Fratelli Coen
- 2015

Tutto può accadere a Broadway, regia di Peter Bogdanovich